# Poslední recept
Poslední recept (v anglickém originále Midnight Rx) je 6. díl 16. řady (celkem 341.) amerického animovaného seriálu Simpsonovi. Scénář napsal Marc Wilmore a díl režírovala Nancy Kruseová. V USA měl premiéru dne 16. ledna 2005 na stanici Fox Broadcasting Company a v Česku byl poprvé vysílán 27. května 2007 na stanici ČT2.

## Děj
Pan Burns si rezervuje Springfieldské letecké a vesmírné muzeum pro firemní večírek. Během něj se Burns chová ke všem svým zaměstnancům podivně laskavě. Na konci večírku oznámí, že zruší plán výdeje léků na předpis. Zaměstnanci ho pronásledují, ale Burnsovi se podaří uniknout v bláznivém létajícím stroji. Doma se Simpsonovi snaží přijít na to, jak si mohou dovolit nové léky na předpis. Homer se rozhodne sehnat si jinou práci, ale nemůže si vybírat, protože hraje v seriálu Přátelé irského bratrance Rachel, a novou práci se mu nepodaří sehnat. Ostatní společnosti následují Burnsův příklad a všechny plány na léky na předpis jsou zrušeny. Marge a Líza jdou do farmaceutické společnosti vyjádřit své obavy, ale jsou ignorovány.
V domově důchodců jsou všechny léky na předpis cenově nedostupné a personál se rozhodne nechat staré lidi odejít. Děda Simpson vymyslí plán, jak získat další léky pro Springfield. Spolu s Homerem se vydají do Winnipegu v Manitobě a s pomocí jednoho z dědových kanadských přátel se jim podaří získat neomezený přístup k potřebným lékům. Vezmou je zpět do Spojených států a ve Springfieldu jsou oslavováni jako hrdinové. Později, když děda s Homerem plánují podniknout další pašerácké výpravy, aby více podpořili město, se Apu a Ned zeptají, zda se mohou přidat s nimi, s tím, že jejich děti zoufale potřebují získat léky. Homer souhlasí a na cestu je pustí, i když se Ned cestou snaží Apua obrátit na víru (přestože tvrdí, že mu sarkasticky gratuluje k jeho odvaze uctívat modlu). Ned se dokonce setká se svým kanadským protějškem. Nehoda s kávou zmate pohraniční stráž, která si myslí, že Apu „vyjadřuje svou víru“ jako muslim (přestože je hinduista), což způsobí, že na něj  celá pohraniční hlídka vytasí střelné zbraně. Homer se snaží situaci uklidnit, ale bohužel při otevírání dveří omylem vysypue na chodník velké množství prášků, čímž odhalí jejich pašování. V důsledku toho jsou Homer a jeho parta zatčeni, ale brzy jsou propuštěni a mají zakázáno do Kanady vůbec jezdit.
Mezitím se ze Smithersovy štítné žlázy stane struma, protože si už nemůže dovolit potřebné léky, které mu byly poskytovány v rámci lékového plánu. Burns slíbí, že mu pomůže, a tak vezme Homera a dědečka s sebou ve svém letadle, které postavil pro nacistické Německo. Po získání léků při letu zpět do Springfieldu letadlo začne klesat a Burns vyskočí s padáky Homera a dědy, protože jsou to „dárky“ pro jeho synovce. S letadlem Homer havaruje na springfieldském náměstí a málem rozdrtí policejní auto náčelníka Wigguma. Wiggum dědu zatkne, ale obyvatelé Springfieldu protestují, protože díky jeho pašování získali potřebné léky. Když Wiggum vidí, jak moc děda celému městu pomáhal, nechá ho jít na svobodu. Mezitím je Smithers zachráněn polibkem od pana Burnse poté, co dostane svůj lék, a Burns, který se cítí velmi zkroušeně, se rozhodne vrátit plán na léky všem svým zaměstnancům na plný úvazek, což je velmi potěší. Homer dostane u Burnse novou práci jako „nezávislý konzultant“.

## Přijetí
Ve Spojených státech díl během premiéry sledovalo 8,11 milionu diváků.
Colin Jacobson z DVD Movie Guide k dílu uvedl: „Recept se před devíti lety zdál být dost aktuální a možná by mu měla dát náboj debata o zdravotní péči v roce 2013. To se však neděje, takže epizoda působí zastaraleji než obvykle; většina dílů Simpsonových si v průběhu let drží dobrou úroveň, ale na tomto je vidět jeho stáří. Potěší scéna s kanadským Flandersem, ale to je jediný skutečný vrchol.“.
Patrick D. Gaertner ze serveru Puzzled Pagan napsal: „Z tohoto dílu nejsem nadšený, ale není na něm nic, co by se dalo vytknout. Zaujímá silný postoj vůči farmaceutickému průmyslu, což není zrovna odvážný postoj, ale je to postoj přesný. Léky na předpis jsou absurdní byznys, který nás drancuje do absurdních extrémů a udržuje nás ve stavu nemoci, aby zvýšil vlastní zisky, a epizoda vykresluje zajímavý obraz toho, jaké by to bylo žít ve světě bez zdravotního pojištění. Obyvatelé Springfieldu jdou do absurdních extrémů, aby nemuseli platit za absurdní léky, a dokonce provozují propracované pašerácké operace.“.
Server Screen Rant umístil díl na 6. místo seznamu 10 nejlepších epizod Simpsonových o politice.